# Ivica Puljić
Ivica Puljić (Brštanik, 17. lipnja 1948.), hrvatski katolički svećenik i povjesničar.

## Životopis
Osnovnu školu pohađao je od 1955. do 1963. u Dabrici, na Brštaniku i u Crnićima. Klasičnu gimnaziju pohađao je od 1963. do 1967. u tadašnjoj Humanističkoj srednjoj školi za odgoj klera „Ruđer Bošković” u Dubrovniku gdje je maturirao nakon odsluženja vojnog roka, 3. listopada 1968. godine. Bogoslovni studij pohađao je na Visokoj Bogoslovnoj školi u Splitu od 1968. do 1974. godine. Za svećenika je zaređen u Prenju 1. srpnja 1973. godine. Diplomirao je na Bogoslovnom fakultetu u Zagrebu 29. listopada 1974., gdje je i magistrirao 11. ožujka 1986. Dana 15. srpnja 2003. na Katoličkom bogoslovnom fakultetu u Zagrebu obranio je doktorski rad na temu „Katolici Donje Hercegovine i Istočna kriza”.
Kao svećenik, službovao je u Dračevu, Grljevićima (1976. – 1978.), Trebinju, Mostaru, Gabeli, Hutovu (1986. – 1994.) i Neumu (1994. – 2021.). Kao profesor predavao je 1979./80. u Biskupskoj klasičnoj gimnaziji u Dubrovniku, od 1986. do 1991. na Vrhbosanskoj Visokoj Teološkoj školi u Sarajevu i u Bolu te od 1987. do 1995. na Teološkom institutu u Mostaru. Bio je prvim urednikom Crkve na kamenu do 1984.
te pokretačem Humskog zbornika. U Hutovu je pokrenuo izgradnju Zavičajne kuće i lapidarija.

## Spisateljska djelatnost
Autorske knjige:
- „Hrvati katolici donje Hercegovine i Istočna kriza - Hercegovački ustanak (1875.-1878.)” (Dubrovnik – Neum, 2004.)

Urednik knjiga:
- „Stradanje Hrvata tijekom Drugog svjetskog rata i poraća u istočnoj Hercegovini” (Zagreb, 2001.)
- „Dubljani” (Ravno, 2006.)
- „Popis izbjeglica iz Donje Hercegovine u dubrovačko Primorje 1875.1878. godine” (Neum, 2008.)
- „Župa Gradac” (Gradac, 2009.)
- „Od Dubrave do Dubrovnika (Ruđer Bošković)” (Neum – Dubrovnik, 2011.)

Autorom je više znanstvenih radova s temom prošlosti (povijest, arheologija i etnografija) Hrvata i Katoličke Crkve osobito na području od Neretve do Boke, koji su objavljivani u raznim zbornicima, monografijama, stručnim i drugim časopisima i listovima.

## Počasti
- Nagrada općine Neum za životno djelo i dugogodišnji kulturni i pastoralni rad te doprinos osobitom razvitku i promidžbu općine Neum.[3]

### Mrežne stranice
- Don Ivica Puljić. Župa Gospe od Zdravlja Neum. Inačica izvorne stranice arhivirana 2. siječnja 2023. Pristupljeno 2. siječnja 2023.
- Ivica Puljić – novi doktor crkvene povijesti. Informativna katolička agencija. Pristupljeno 4. siječnja 2023.
- Svečana sjednica Općinskog vijeća Neum. Općina Neum. Pristupljeno 20. svibnja 2018. |url-status=dead zahtijeva |archive-url= (pomoć)

## Vanjske poveznice
- Pregled radova u bazi podataka Hrvatske znanstvene bibliografije
- Profil znanstvenika na stranicama Academia.edu